# شمس العلوم ودواء كلام العرب من الكلوم
شمس العلوم ودواء كلام العرب من الكلوم هو مُعجم عربي من تأليف نشوان بن سعيد الحميري اليمني المتوفي عام 573 هـ، ويتكون المُعجم من 11 مجلداً.

## أهمية المعجم
للمعجم أهميةٌ كبيرةٌ؛ حيث احتوى على كل كلمات اللغة العربية عامة والحميرية خاصة كما أن الكتابَ يُعَدُّ مرجعاً فقهياً وطبياً وتاريخياً وأدبياً. وهذا الأسلوبُ تفرد به المؤلف.